# 谢尔盖·穆罗姆采夫
谢尔盖·穆罗姆采夫（俄语：Серге́й Андре́евич Му́ромцев，1850年10月5日—1910年10月4日），是俄罗斯帝国律师、政治家。他于1906年当选第一届帝国杜马主席。
穆罗姆采夫出生于图拉地区一个贵族家庭，曾担任莫斯科大学罗马法教授。1893年，他和妻子玛丽亚在莫斯科建造了穆罗姆采夫别墅。在19世纪后期，他是立宪民主党的创始人之一；他在1905年俄国革命期间协助首相谢尔盖·维特起草了《俄罗斯帝国基本法》，并于1906年俄国杜马选举所产生的第一届帝国杜马中被选为主席。由于在选举中当选了大量社会主义者和立宪民主党的代表，他们在革命结束后要求立即开展进一步的民主化改革，因此第一届杜马也被公众称为“愤怒杜马”。
穆罗姆采夫在杜马主席任内主持议事的方式备受赞誉，他始终坚守法律并积极维护宪政和反专制宗旨。尽管他做出了努力，但第一届帝国杜马还是于1906年7月21日被沙皇尼古拉二世解散。他在杜马解散后参与发表了《维堡宣言》，该宣言呼吁民众以拒绝服兵役和纳税来表达对政府的抗议。他在之后继续致力于民主化事业直至1910年10月4日去世，享年60岁。他的葬礼于三天后在新顿斯科伊公墓举行；但葬礼现场随即演变为一场示威活动，数千名自由主义者及反当局人士参加了游行。穆罗姆采夫的侄女维拉·穆罗姆采娃是俄罗斯著名作家伊万·蒲宁的妻子。

## 个人贡献

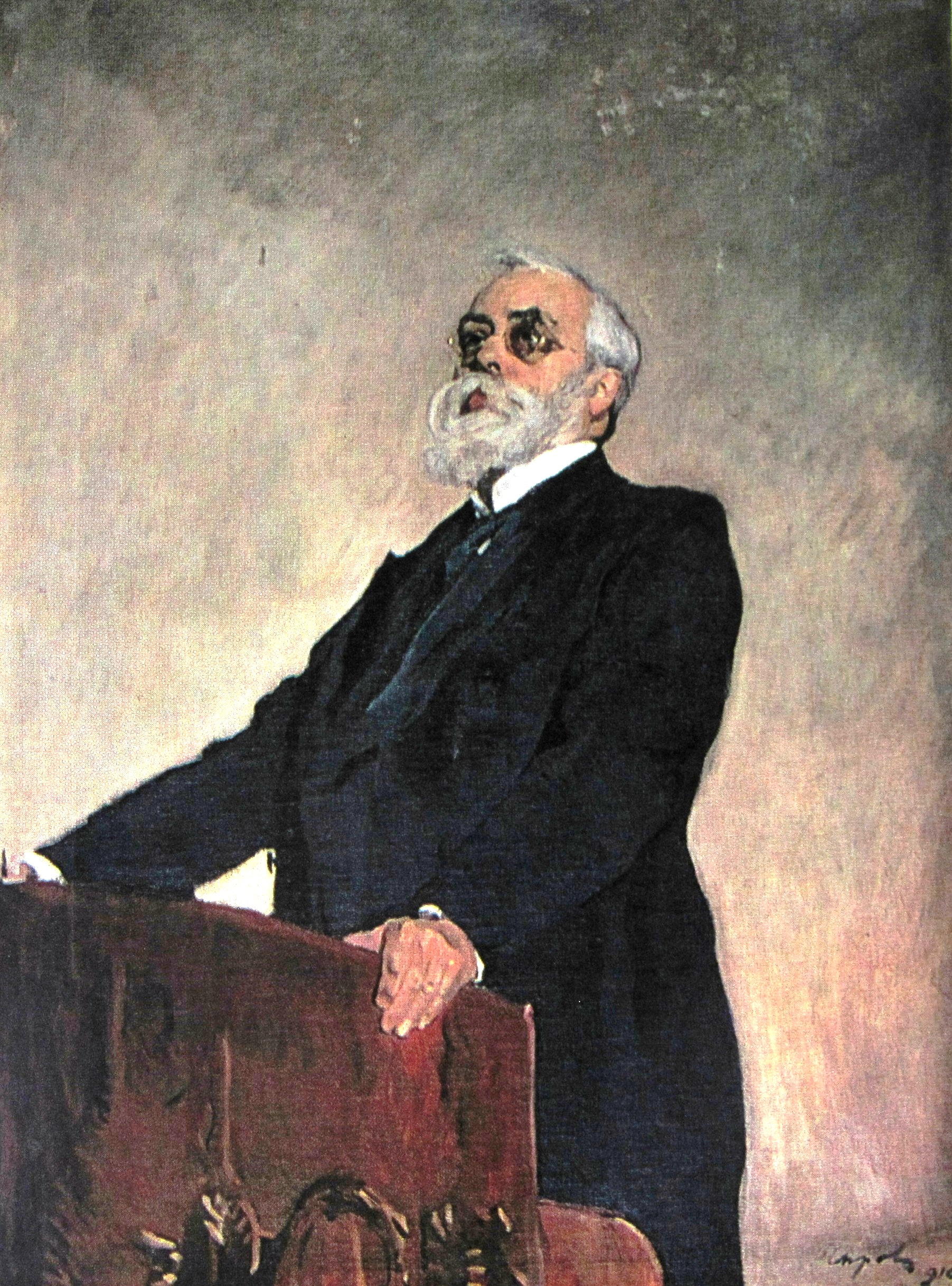
第一届帝国杜马主席谢尔盖·穆罗姆采夫

穆罗姆采夫在1870年代采用功能性研究法与历史比较法推进了当时还比较新颖的法律社会学改革，他也是形式主义和实证主义的坚定反对者。在1879年到1892年期间，穆罗姆采夫曾与马克西姆·科瓦列夫斯基一起担任法律杂志的共同编辑。